# Sara Romé
Sara Romé, född 23 augusti 1961 är en svensk före detta friidrottare (långdistanslöpare). Hon tävlade för Malmö AI.

## Personliga rekord
- 2 000 meter - 6.19,6 (Oslo 9 juni 1992)
- 3 000 meter - 9.30,25 (Gävle 4 juli 1994)
- 5 000 meter - 15.59,16 (Malmö 29 juni 1995)
- 10 000 meter - 33.08,09 (Åbo 11 juni 1995)
- Halvmaraton - 1:13.30 (Bryssel 3 oktober 1993)